# Джаоре
Джаоре́ (рос. Джаоре) — село у складі Ніколаєвського району Хабаровського краю, Росія. Входить до складу Нижньопронгенського сільського поселення.

## Населення
Населення — 0 особи (2012; 9 у 2002).
Національний склад (станом на 2002 рік):
- росіяни — 100 %